# Martim Afonso Chichorro II
Martim Afonso Chichorro II (1280 - ?), era sobrinho do rei Dinis I de Portugal, e neto do rei D. Afonso III de Portugal, e ocupou também ele o quadro reservado dos Ricos-homens.
Do seu pai D. Martim Afonso Chichorro (1250-1313) viria a receber o couto e a Torre de Santo Estêvão, que era propriedade pertencente a família real localizada no termo da vila de Santo Estêvão, sendo o 2º Senhor da Torre de Santo Estêvão, e ainda o Senhorio de Santarém, que passaria a ser seu e de sua descendência.

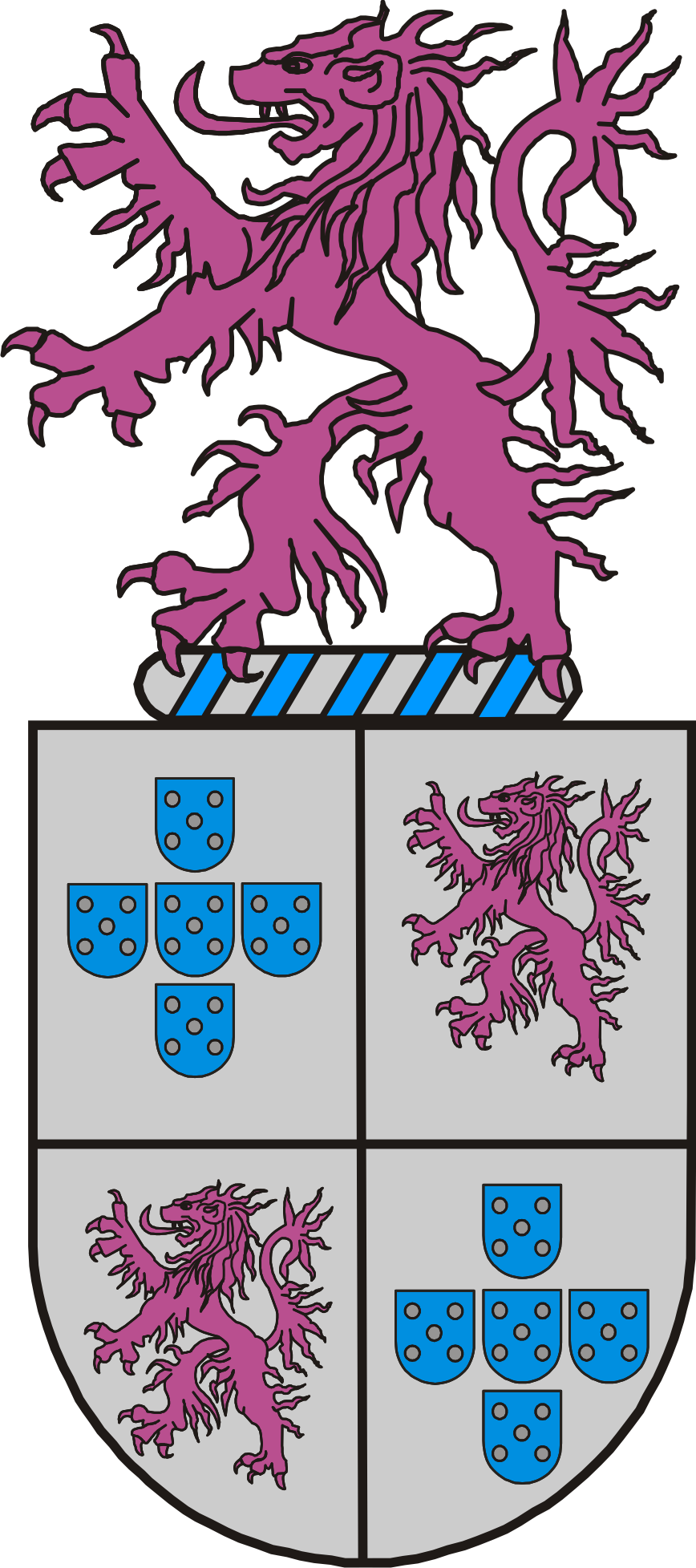
Brasão da Família Souza-Prado

## Relações familiares
Neto do rei D. Afonso III de Portugal (5 de Maio de 1210 -?) e de Madragana Ben Aloandro, era filho de  D. Martim Afonso Chichorro e Inês Lourenço de Valadares (ou de Sousa) (1250 -?).
Primo do rei Afonso IV, Rei de Portugal (1291-1357)
Casou com D. Aldonça Anes de Briteiros, de quem teve 3 filhos:
1. Vasco Martins de Sousa Chichorro (1320 - 1387), que viria a tornar-se 1.º Senhor de Mortágua.
2. Martim Afonso de Sousa.
3. Pedro de Sousa

## Títulos
- Senhor de Santarém
- D. Martim Afonso Chichorro de Portugal
- Senhor da torre de Stº Estêvão